# Los reyes del nuevo milenio
Los reyes del nuevo milenio è il primo album in studio del duo musicale portoricano Wisin & Yandel, pubblicato nel 2000.

## Tracce
1. No fue golpe de suerte – 2:58
2. Gerla – 3:08
3. Todas quieren ser las más bellas (feat. Baby Rasta & Gringo) – 3:22
4. Pena – 3:41
5. Me quieren detener – 2:48
6. Voy por ti (feat. Tempo) – 3:27
7. Noto fraudulentos – 3:01
8. Vivir en esta tierra – 2:38
9. Dile – 3:35
10. The Remixes 'Gerla' – 5:26